# Adèle Degbalase Kanda
 (décembre 2024).
Si vous disposez d'ouvrages ou d'articles de référence ou si vous connaissez des sites web de qualité traitant du thème abordé ici, merci de compléter l'article en donnant les références utiles à sa vérifiabilité et en les liant à la section « Notes et références ».
Adèle Degbalase Kanda est une femme politique congolaise. Elle est ministre des Affaires sociales, de l'Action humanitaire et de Solidarité nationale au sein du gouvernement Matata I depuis décembre 2014,,.

## Carrière politique

### Actions ministérielles
En tant que ministre des Affaires sociales, de l'Action humanitaire et de la Solidarité nationale, Adèle Degbalase s’est impliquée dans la facilitation des interventions humanitaires en République démocratique du Congo. Elle a notamment pris part à l'organisation d’un atelier de concertation interinstitutionnelle, tenu le 8 octobre 2015 au Centre d’études pour l’action sociale (CEPAS), consacré au traitement des dossiers relatifs aux facilités administratives, fiscales et douanières en faveur des organisations humanitaires, ONG, associations sans but lucratif et organismes internationaux.
Dans son allocution d’ouverture, elle a mis en avant la diversité des conditions climatiques en RDC pour souligner la nécessité d’un appui renforcé aux actions humanitaires et sociales. Elle a insisté sur l’importance de créer un environnement administratif favorable afin de permettre à ces acteurs de mieux répondre aux besoins urgents des populations vulnérables
.
Adèle Degbalase a engagé plusieurs réformes et initiatives dans des secteurs jugés prioritaires. Elle a entrepris des actions en faveur de l'amélioration des conditions de travail au sein de la Coordination de l’encadrement de la paie des militaires inactifs (CEPMI), en amorçant un processus de réorganisation interne.
Elle a également contribué à la relance de l’Institut national des travailleurs sociaux (INTS), qui avait été mis en veille, avec pour résultat la sortie d'une première promotion de diplômés. En hommage à cette relance, cette promotion a été baptisée du nom d’Adèle Degbalase Kanda par les lauréats.
Son action s’est aussi traduite par la redynamisation des activités du Fonds national de promotion et de service social (FNPSS), ainsi que par l’organisation ou la coordination de multiples interventions humanitaires à travers plusieurs provinces, territoires et chefferies du pays.